# إشاعة من الغابة (رواية)
إشاعة من الغابة (بالإنجليزية: Gossip from the Forest)‏ هي رواية للكاتب الأسترالي توماس كينيلي، نشرت عام 1975، لأول مرة عن دار نشر كولينز.

## روابط خارجية
- إشاعة من الغابة (رواية) على موقع الموسوعة البريطانية (الإنجليزية)